# Dmitri Mamin-Sibiriak
Dmitri Narkisovici Mamin-Sibiriak (în rusă:  Дми́трий Нарки́сович Ма́мин-Сибиря́к, n. 25 octombrie 1852 - d. 2 noiembrie 1912) a fost un prozator rus, cunoscut pentru romanele și povestirile sale care descriu viața din zona Munților Ural pe fundalul primei economii capitaliste.
Opera sa dezvăluie conflicte și înfruntări dramatice pentru cucerirea puterii și bogăției, opuse naturii primordiale și impasibile și se caracterizează prin bogatul filon narativ, capacitatea de a privi în sufletele închise și de a mânui nenumăratele personaje.

## Scrieri
- 1883: Privalovskie milionî ("Milioanele lui Privalov"); Ecranizat în 1983 ca un miniserial germano-bulgar (Die priwalov'schen Millionen) cu 6 episoade.[6]
- 1891: Brat'ia Gordeevî ("Frații Gordeev");
- 1892: Zoloto ("Aurul");
- 1895: Hleb ("Pâinea").